# Clemens von Grumbkow
Pas d'image ? Cliquez ici

a Compétitions nationales et continentales officielles uniquement.

b Matchs officiels uniquement.
Dernière mise à jour le 21 février 2024.
Clemens von Grumbkow, né le 22 juillet 1983 à Leimen (Allemagne), est un joueur international allemand de rugby à XV. Il évolue aux postes d'ailier ou de centre.

## Palmarès

### En club
- Championnat d'Allemagne
  - Champion: 2003, 2004

### En équipe nationale
- Championnat européen des nations
  - Champion (Division B): 2008